# ديفين بوكر (لاعب كرة سلة مواليد 1991)

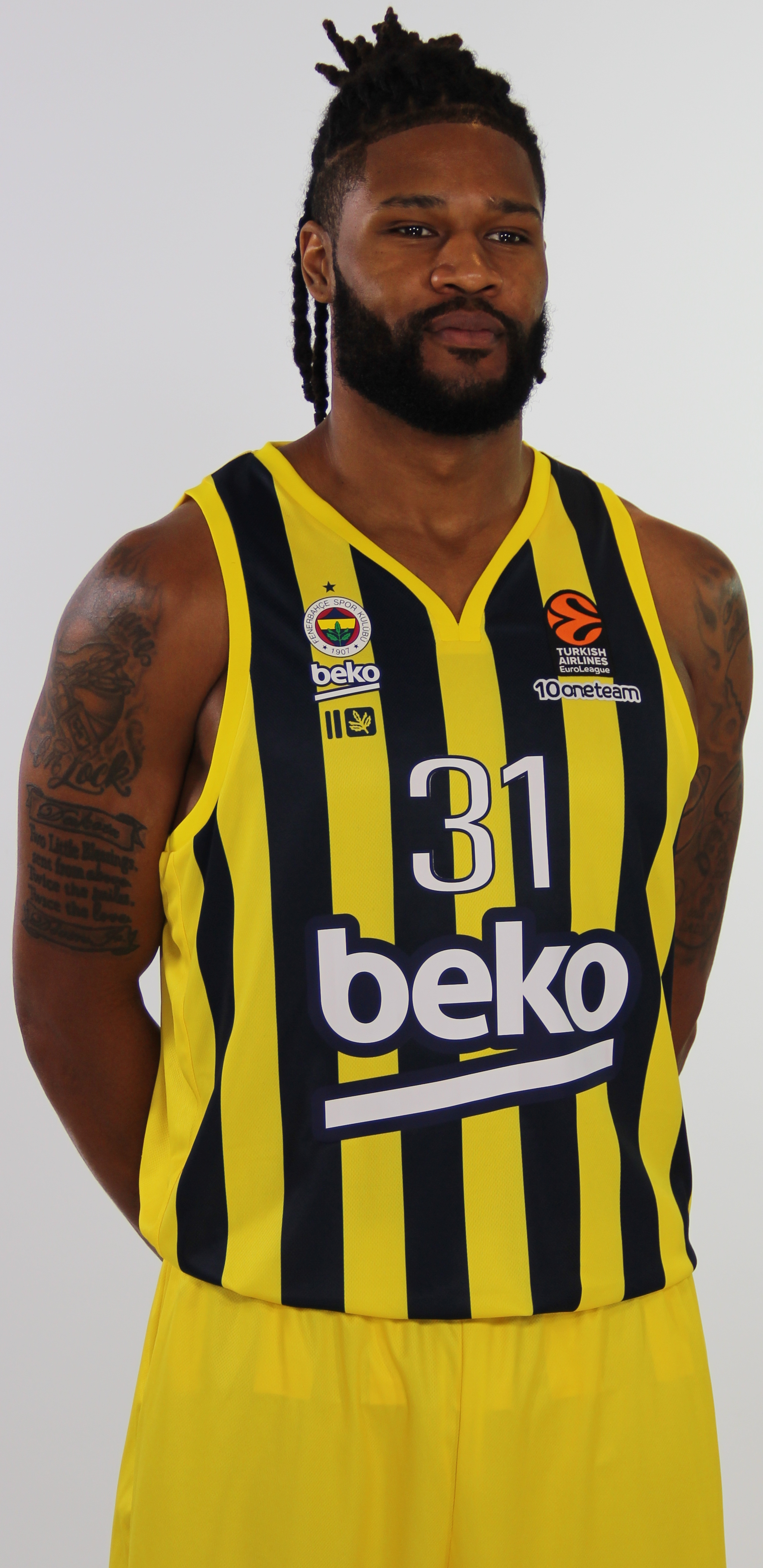

ديفين بوكر (بالإنجليزية: Devin Booker)‏ مواليد 28 فبراير 1991 في كارولاينا الجنوبية، هو لاعب كرة سلة أمريكي. بدأ مسيرته الاحترافية في سنة 2013. يلعب مع بايرن ميونخ لكرة السلة كلاعب وسط. يحمل الرقم 31. يبلغ طوله 6 قدم 8.7 بوصة (2.0 م).

## المسيرة الاحترافية
لعب مع نانسي باسكت في الدوري الفرنسي في سنة 2013، ثم لعب مع إلان شالون في موسم 2015–2016، ثم لعب مع بايرن ميونخ لكرة السلة في الدوري الألماني في سنة 2016.

## روابط خارجية
- ديفين بوكر على موقع كرة السلة الأوروبية.كوم (الإنجليزية)
- ديفين بوكر على موقع DraftExpress.com (الإنجليزية)
- ديفين بوكر على موقع كلية كرة السلة في سبورتس رفرنس.كوم (الإنجليزية)
- ديفين بوكر على موقع ريلجم (الإنجليزية)
- ديفين بوكر على موقع بروبوليرز (الإنجليزية)
- ديفين بوكر على موقع سبورتس رفرنس (الإنجليزية)